# 福井県道240号本郷大野線
福井県道240号本郷大野線（ふくいけんどう240ごう ほんごうおおのせん）は、福井県勝山市から大野市を結ぶ一般県道である。

## 路線概要

### 路線データ
- 起点：福井県勝山市鹿谷町本郷（＝福井県道31号篠尾勝山線交点）
- 終点：福井県大野市茜町（＝国道158号交点）

## 接続道路
- 福井県道31号篠尾勝山線（勝山市鹿谷町本郷、起点）
- 福井県道172号皿谷大野線（大野市新町・三番交差点）
- 国道476号（大野市元町・三番六間交差点）
- 国道158号（大野市茜町・茜町交差点、終点）

## 通行不能区間
- 勝山市鹿谷町矢戸口 - 大野市大矢戸

## 別名
- 三番通り（大野市）

## 沿線
- 矢戸坂の薄墨桜
- 京福大野駅跡
- 越前大野城
- 七間朝市
- 御清水
- 有終公園 - 大野市歴史博物館、大野市図書館
- 大野市役所